# Đèo Cả
Đèo Cả là 1 trong những ngọn đèo lớn và hiểm trở tại miền Trung Việt Nam. Đèo cao 333 m, dài 12 km, cắt ngang qua dãy núi Đại Lãnh ở chỗ giáp ranh giữa hai tỉnh Phú Yên (thị xã Đông Hòa) và Khánh Hòa (huyện Vạn Ninh) trên Quốc lộ 1 .
Đỉnh đèo nằm ở thôn Vũng Rô, xã Hòa Xuân Nam, thị xã Đông Hòa. Đèo còn có tên gọi khác là Đèo Cục Kịch, là tên dân gian trước đây khi đèo mới mở chỉ trải lớp đá, đi lại gập ghềnh và có đến 98 vòng cua rộng hẹp gấp khúc . Trong văn bản tiếng Pháp ghi tên đèo là "Col Babonneau" .
Hiện nay đã có hầm đường bộ Đèo Cả thay thế cho đèo hiện hữu, toàn bộ đường dẫn và hai hầm chính dài 13,5 km.

## Lịch sử

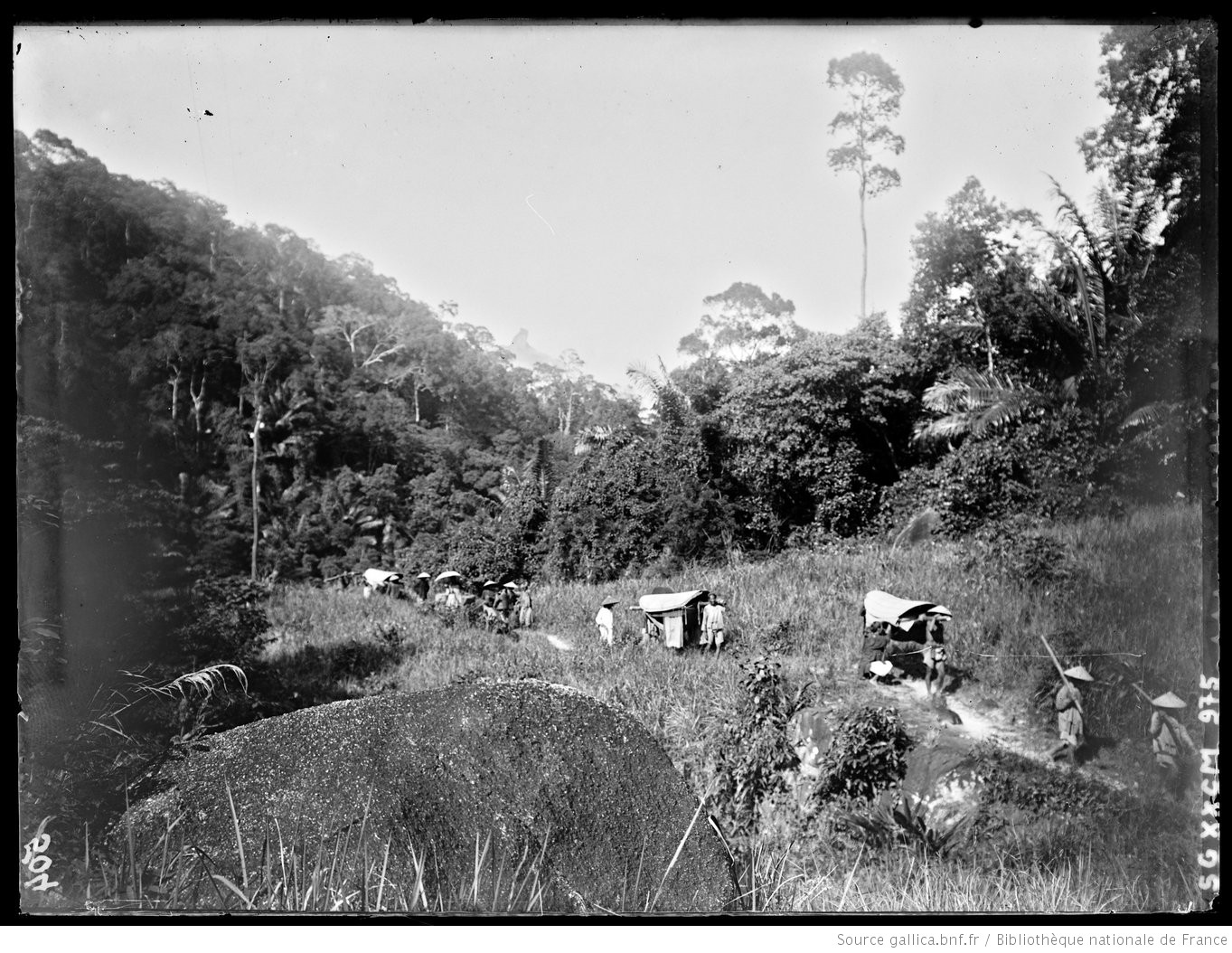
Đường Cái Quan đoạn qua Đèo Cả năm 1898

Đây là ranh giới giữa Đại Việt và Chiêm Thành từ năm 1471 đến 1653. Trong cuộc Nam tiến của Đại Việt, địa thế hiểm trở của khu vực đã khiến vua Lê Thánh Tông dừng chân tại đây năm 1471. Sau đó, vua Lê Thánh Tông đã tạo một tiểu vương quốc tại Phú Yên làm vùng đệm tên là Hoa Anh. Vì là vị trí ranh giới, nhiều cuộc xung đột giữa Đại Việt và Chiêm Thành đã xảy ra tại đây
Vào những năm 1771-1802, nhiều cuộc giao chiến giữa chúa Nguyễn Ánh và anh em nhà Tây Sơn cũng đã xảy ra tại đây. Trong tháng 1 năm 1947, đèo Cả trở thành chiến trường giữa quân Pháp và Việt Minh.
Tên "Đèo Cả" có khi Pháp đang xây Quốc lộ 1. Trước đó đường Thiên Lý nằm phía Tây của đường Đèo Cả.
Nơi đây, trên đèo Cả thời Pháp thuộc có một trạm Phú Hoà do Nam triều xây dựng như một trạm dịch để lưu chuyển văn thư, vận tải lương thực, cáng, võng các quan chức hành chính địa phương mỗi khi có công vụ. Sau này Pháp cho xây một bót tên Poste Petitte (Bót Bê Tí) để kiểm soát về mặt quân sự. Năm 1997 ranh giới giữa hai tỉnh Phú Yên-Khánh Hoà được phân chia từ chân Đá Đen kéo dài theo đường phân thủy đến đỉnh Hòn Nưa và Vũng Rô thuộc địa phận Phú Yên.

## Sinh thái
Thời tiết ở đây nhiều mưa và nhiều mây, tạo ra nhiều thực vật đặc biệt. Trước kia, khu này là một nơi sản xuất trầm hương và kỳ nam nổi tiếng. Nay vẫn còn nhiều cây quý mọc tại đây như cẩm, thị, sao, chò, dầu, kiền kiền, và đát. Cây đát được dùng trong món chè trái cây nổi tiếng ở Nha Trang.

## Hình ảnh

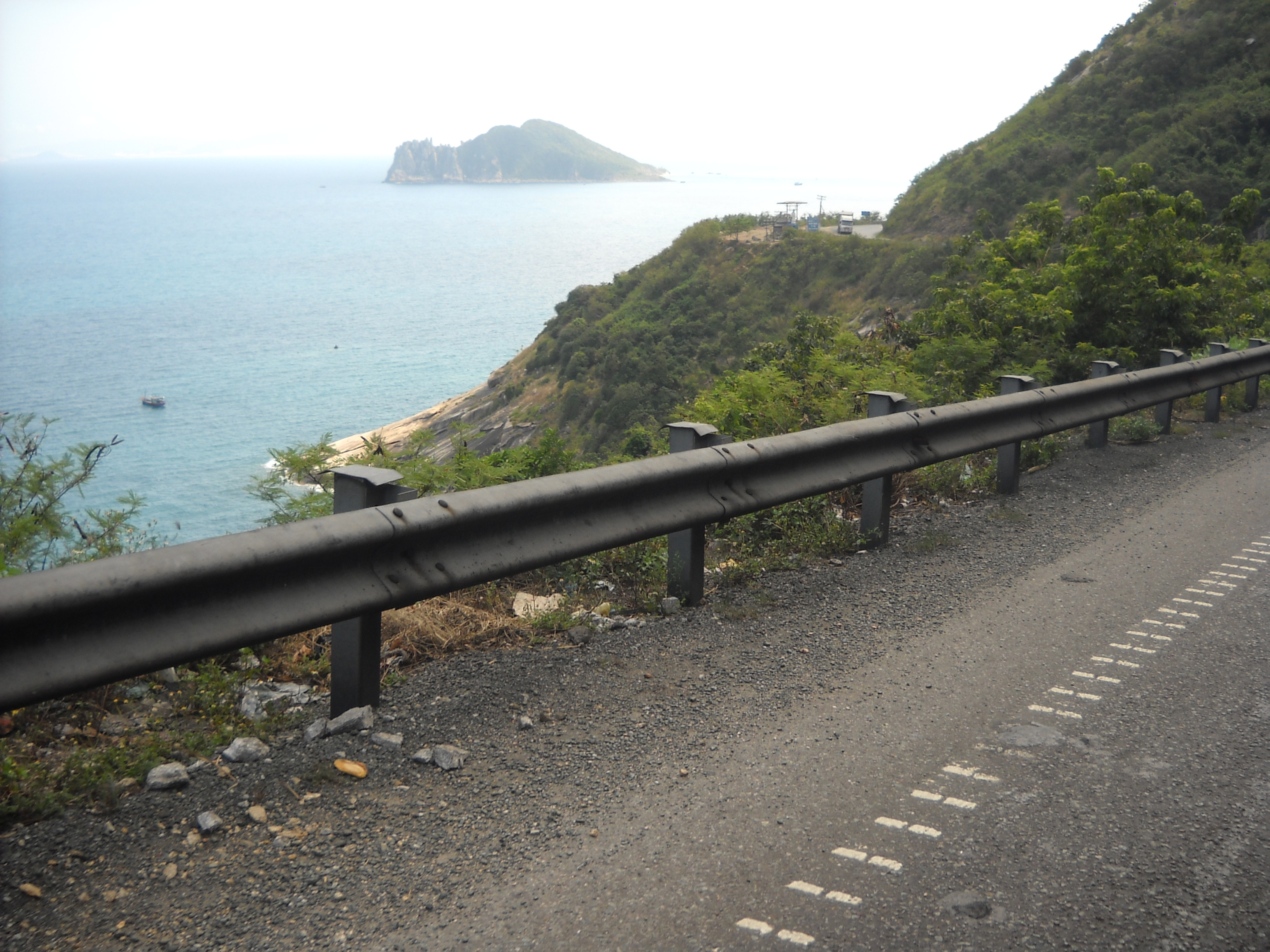
Đèo Cả, đoạn ở Đông Hòa, nam Phú Yên
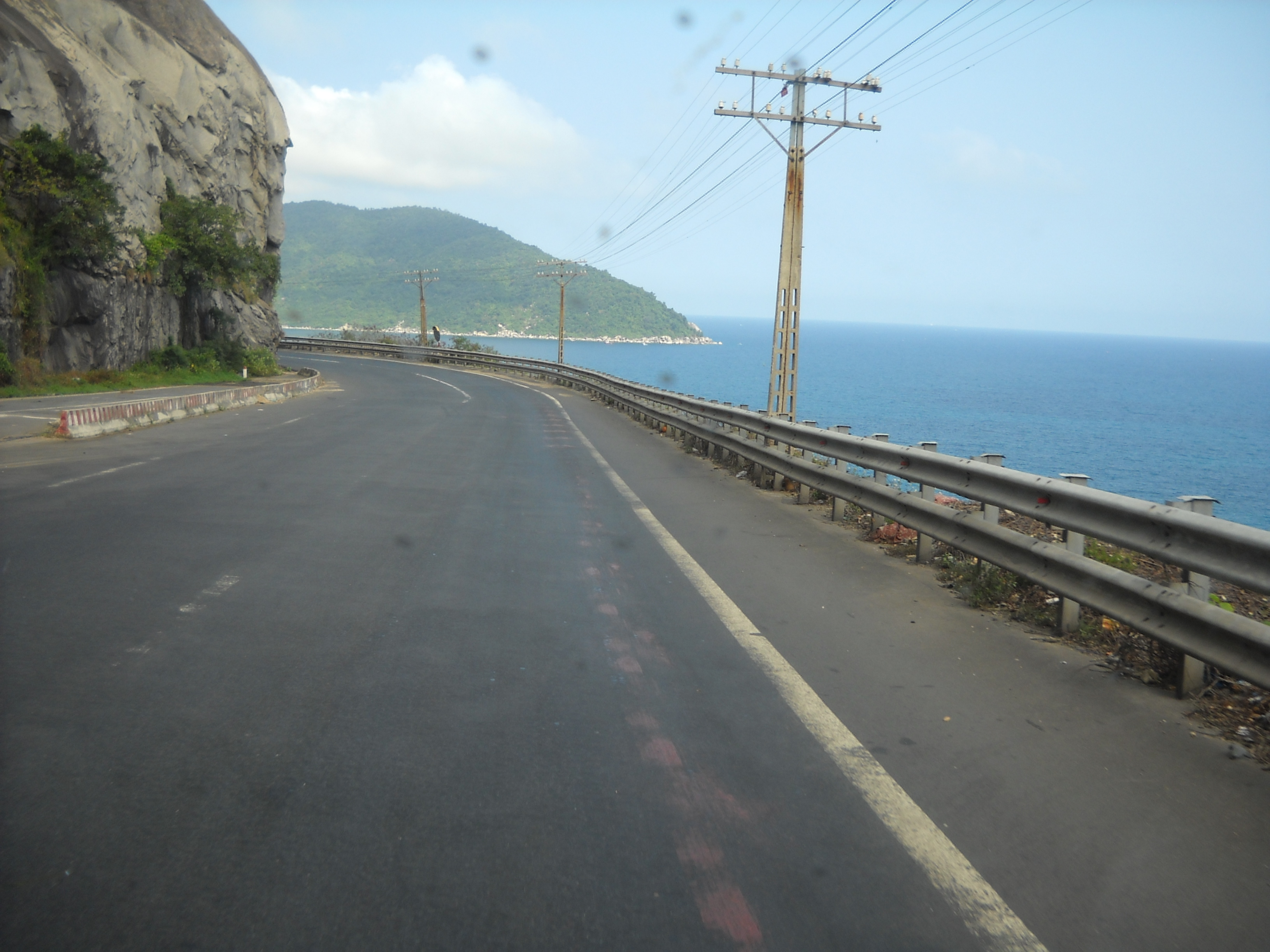
Đèo Cả, đoạn Đại Lãnh, bắc Khánh Hòa